# Muntelier
Muntelier (tên tiếng Pháp: Montilier) là một đô thị trong huyện See thuộc bang Fribourg ở Thụy Sĩ.